# Академическая гребля на летних Олимпийских играх 2012 — двойки (мужчины)
Соревнования среди двоек без рулевого по академической гребле среди мужчин на летних Олимпийских играх 2012 прошли с 28 июля по 3 августа на гребном канале Дорни. В соревновании приняли участие 26 спортсменов из 13 стран.
Чемпионами стали новозеландские спортсмены Эрик Маррей и Хэмиш Бонд. Эта золотая медаль стала для новозеландцев первой в истории, завоёванной в двойках. Серебряными призёрами стали французы Жермен Шарден и Дориан Мортелетт, которые в 2008 году уже становились олимпийскими призёрами, став третьими в четвёрках. Британцы Джордж Нэш и Уильям Сэтч на своих дебютных Играх стали обладателями бронзовых медалей.
Действующие олимпийские чемпионы австралийцы Дрю Гинн и Дункан Фри не принимали участие в соревнованиях двоек. Дункан Фри после Игр в Пекине завершил спортивную карьеру, а Дрю Гинн стал серебряным призёром лондонских Игр в четвёрках.

## Призёры
| Золото                                    | Серебро                                    | Бронза                                    |
| Новая Зеландия · Эрик Маррей · Хэмиш Бонд | Франция · Жермен Шарден · Дориан Мортелетт | Великобритания · Джордж Нэш · Уильям Сэтч |

## Рекорды
До начала летних Олимпийских игр 2012 года лучшее мировое и олимпийское время были следующими:
| Мировой рекорд     | Великобритания Джеймс Крэкнелл, Мэтью Пинсент | 6:14,270 | Севилья | 15 сентября 2002 |
| Олимпийский рекорд | Великобритания · Стив Редгрейв, Мэтью Пинсент | 6:20,090 | Атланта | 27 июля 1996     |

Уже в первом заезде предварительного этапа новозеландские гребцы Эрик Маррей и Хэмиш Бонд закончили дистанцию за 6:08,500, установив тем самым новое лучшее мировое время.

## Расписание
Время местное (UTC+1)
| Дата      | Время | Раунд                  |
| --------- | ----- | ---------------------- |
| 28 июля   | 12:00 | Предварительные заезды |
| 30 июля   | 10:10 | Отборочный заезд       |
| 1 августа | 11:00 | Полуфиналы             |
| 3 августа | 10:50 | Финал B                |
| 3 августа | 11:50 | Финал A                |

## Результаты

### Предварительный этап
Первые три экипажа из каждого заезда напрямую проходили в полуфинал соревнований. Все остальные спортсмены попадали в отборочный этап, где были разыграны ещё три места в полуфиналах.

#### Заезд 1
| Место | Спортсмены                     | Страна         | Время      | Отставание | Примечания |
| ----- | ------------------------------ | -------------- | ---------- | ---------- | ---------- |
| 1     | Эрик Маррей Хэмиш Бонд         | Новая Зеландия | 6:08,50 WB | +0,00      | SF         |
| 2     | Жермен Шарден Дориан Мортелетт | Франция        | 6:17,22    | +8,72      | SF         |
| 3     | Войцех Гуторский Ярослав Годек | Польша         | 6:19,98    | +11,48     | SF         |
| 4     | Ненад Беджик Никола Стоич      | Сербия         | 6:23,87    | +15,37     | R          |
| 5     | Домонкош Сель Бела Симон       | Венгрия        | 6:46,18    | +37,68     | R          |

#### Заезд 2
| Место | Спортсмены                   | Страна     | Время   | Отставание | Примечания |
| ----- | ---------------------------- | ---------- | ------- | ---------- | ---------- |
| 1     | Дэвид Колдер Скотт Франдсен  | Канада     | 6:23,80 | +0,00      | SF         |
| 2     | Джеймс Марбург Броди Бакленд | Австралия  | 6:24,83 | +1,03      | SF         |
| 3     | Нанне Слёйс Мейндерт Клем    | Нидерланды | 6:25,90 | +2,10      | SF         |
| 4     | Томас Песек Сайлас Стэффорд  | США        | 6:26,59 | +2,79      | R          |

#### Заезд 3
| Место | Спортсмены                           | Страна         | Время   | Отставание | Примечания |
| ----- | ------------------------------------ | -------------- | ------- | ---------- | ---------- |
| 1     | Джордж Нэш Уильям Сэтч               | Великобритания | 6:16,58 | +0,00      | SF         |
| 2     | Никколо Морнати Лоренцо Карбончини   | Италия         | 6:18,33 | +1,75      | SF         |
| 3     | Николаос Гунтулас Апостолос Гунтулас | Греция         | 6:21,46 | +4,88      | SF         |
| 4     | Антон Браун Феликс Драхотта          | Германия       | 6:30,42 | +13,84     | R          |

### Отборочный этап
Первые три экипажа проходят в полуфинал соревнований. Гребцы, пришедшие к финишу, последними вылетают из соревнований и занимают итоговое 13-е место.
| Место | Спортсмены                  | Страна   | Время   | Отставание | Примечания |
| ----- | --------------------------- | -------- | ------- | ---------- | ---------- |
| 1     | Антон Браун Феликс Драхотта | Германия | 6:22,76 | +0,00      | SF         |
| 2     | Ненад Беджик Никола Стоич   | Сербия   | 6:26,61 | +3,85      | SF         |
| 3     | Томас Песек Сайлас Стэффорд | США      | 6:27,41 | +4,65      | SF         |
| 4     | Домонкош Сель Бела Симон    | Венгрия  | 6:27,88 | +5,12      |            |

### Полуфиналы
Первые три экипажа из каждого заезда проходили в финал соревнований. Все остальные спортсмены попадали в финал B, где разыгрывали места с 7-го по 12-е.

#### Заезд 1
| Место | Спортсмены                         | Страна         | Время   | Отставание | Примечания |
| ----- | ---------------------------------- | -------------- | ------- | ---------- | ---------- |
| 1     | Эрик Маррей Хэмиш Бонд             | Новая Зеландия | 6:48,11 | +0,00      | FA         |
| 2     | Никколо Морнати Лоренцо Карбончини | Италия         | 6:55,82 | +7,71      | FA         |
| 3     | Дэвид Колдер Скотт Франдсен        | Канада         | 6:56,47 | +8,36      | FA         |
| 4     | Томас Песек Сайлас Стэффорд        | США            | 6:58,58 | +10,47     | FB         |
| 5     | Антон Браун Феликс Драхотта        | Германия       | 7:02,16 | +14,05     | FB         |
| 6     | Нанне Слёйс Мейндерт Клем          | Нидерланды     | 7:13,77 | +25,66     | FB         |

#### Заезд 2
| Место | Спортсмены                           | Страна         | Время   | Отставание | Примечания |
| ----- | ------------------------------------ | -------------- | ------- | ---------- | ---------- |
| 1     | Джордж Нэш Уильям Сэтч               | Великобритания | 6:56,46 | +0,00      | FA         |
| 2     | Жермен Шарден Дориан Мортелетт       | Франция        | 6:58,67 | +2,21      | FA         |
| 3     | Джеймс Марбург Броди Бакленд         | Австралия      | 7:02,12 | +5,66      | FA         |
| 4     | Войцех Гуторский Ярослав Годек       | Польша         | 7:04,58 | +8,12      | FB         |
| 5     | Николаос Гунтулас Апостолос Гунтулас | Греция         | 7:07,15 | +10,69     | FB         |
| 6     | Ненад Беджик Никола Стоич            | Сербия         | 7:07,78 | +11,32     | FB         |

### Финалы

#### Финал B
| Место | Спортсмен                            | Страна     | Время   | Отставание | Итоговое место |
| ----- | ------------------------------------ | ---------- | ------- | ---------- | -------------- |
| 1     | Антон Браун Феликс Драхотта          | Германия   | 6:49,93 | +0,00      | 7              |
| 2     | Томас Песек Сайлас Стэффорд          | США        | 6:53,30 | +3,37      | 8              |
| 3     | Николаос Гунтулас Апостолос Гунтулас | Греция     | 6:53,69 | +3,76      | 9              |
| 4     | Войцех Гуторский Ярослав Годек       | Польша     | 6:56,00 | +6,07      | 10             |
| 5     | Нанне Слёйс Мейндерт Клем            | Нидерланды | 7:05,12 | +15,19     | 11             |
| 6     | Ненад Беджик Никола Стоич            | Сербия     | DNS     | DNS        | 12             |

#### Финал A
Главными фаворитами финального заезда в двойках у мужчин считались новозеландцы Эрик Маррей и Хэмиш Бонд, которые выиграли все три чемпионата мира, проводившиеся в олимпийском цикле, а также показавшие на предварительном этапе новое лучшее мировое время. Также претендентами на медаль считались серебряные призёры Игр 2008 года канадцы Дэвид Колдер и Скотт Франдсен.
После 500 метров дистанции лидерство захватил французский экипаж Жермен Шарден и Дориан Мортелетт, которые опережали новозеландцев на 0,37 с. Однако уже к середине заезда Маррей и Бонд вышли в лидеры, опережая французов на полторы секунды. Идущие третьими, дебютанты соревнований британцы Джордж Нэш и Уильям Сэтч, отставали от лидеров более чем на 4 секунды. За 500 метров до финиша новозеландские гребцы уверенно шли к олимпийскому золоту, опережая всех соперников более чем на 5 секунд. Борьба за оставшиеся медали развернулась между сборными Франции, Великобритании и Италии. Сильнее всех заключительный отрезок прошли Шарден и Мортелетт, которые и стали серебряными призёрами Игр, опередив на финише британских гребцов на 0,66 с. Итальянскому экипажу не хватило сил на финишный спурт и они финишировали только четвёртыми. Пятыми к финишу пришли спортсмены из Австралии, а замкнули финал канадские гребцы.
| Место | Спортсмен                          | Страна         | Время   | Отставание |
| ----- | ---------------------------------- | -------------- | ------- | ---------- |
| 1     | Эрик Маррей Хэмиш Бонд             | Новая Зеландия | 6:16,65 | +0,00      |
| 2     | Жермен Шарден Дориан Мортелетт     | Франция        | 6:21,11 | +4,46      |
| 3     | Джордж Нэш Уильям Сэтч             | Великобритания | 6:21,77 | +5,12      |
| 4     | Никколо Морнати Лоренцо Карбончини | Италия         | 6:26,17 | +9,52      |
| 5     | Джеймс Марбург Броди Бакленд       | Австралия      | 6:29,28 | +12,63     |
| 6     | Дэвид Колдер Скотт Франдсен        | Канада         | 6:30,49 | +13,84     |